# Phytobia triplicis
Phytobia triplicis är en tvåvingeart som beskrevs av Zlobin 2002. Phytobia triplicis ingår i släktet Phytobia och familjen minerarflugor.
Artens utbredningsområde är Myanmar. Inga underarter finns listade i Catalogue of Life.